# Cesare Fagiani
Cesare Fagiani (Lanciano, 30 settembre 1901 – Roma, 8 novembre 1965) è stato un poeta italiano.

## Biografia
Nato da Alfonso, tipografo nella casa editrice Rocco Carabba e appassionato di poesia dialettale, e da Anna Scaccia, iniziò sin da bambino ad interessarsi di poesia e letteratura. Dopo aver frequentato per alcuni anni la scuola tecnica, negli anni del primo conflitto mondiale fu costretto ad interrompere gli studi e ad impiegarsi anche lui, come il padre, nella casa editrice. Ciò nonostante, nel 1920 conseguì da autodidatta il diploma magistrale presso la Scuola Normale di Chieti, iniziando ad insegnare nello stesso anno materie letterarie presso la Scuola di Avviamento Industriale di Lanciano. Nel 1923, vinto il concorso nei ruoli dell'insegnamento elementare, fu assegnato alla Scuola della frazione Verratti di Casoli (Chieti). In quell'epoca compose in dialetto le commedie, rimaste inedite, A la fére de lu bòn' cunzìje e 'Na parentézza a la ritòrne.
Nel 1926 sposò Candida Di Santo, insegnante e poetessa, trasferendosi poi, nel 1929, a Lanciano, ove rimase per il resto della sua carriera insegnando nelle locali Scuole elementari. In questi anni partecipò a vari concorsi di canzoni abruzzesi a San Vito Chietino (II Festa del Mare del 1926), a Poggiofiorito (Feste dell'uva) e le Maggiolate di Ortona (nel 1930 con A lu mole su musica di Vito Olivieri). Nel 1938 scrisse una elegia per la morte del poeta Modesto Della Porta.
Nel 1930, al Teatro Fenaroli di Lanciano, fu messo in scena il suo dramma per ragazzi La mamme che nen mòre. Uno dei piccoli attori, allievo del Fagiani, era il futuro scrittore Eraldo Miscia, all'epoca decenne. Nel 1933, in appendice alla raccolta paterna Lu done, ispirata alla tradizionale sfilata di carri dell'8 settembre in omaggio alla Madonna, apparvero una ventina di sue liriche.
Negli anni seguenti la passione letteraria prese forma in un'intensa attività, accompagnata da riconoscimenti letterari, tra cui diversi premi in concorsi di poesia, ma anche e soprattutto da un buon successo popolare (molte delle sue liriche diventarono canzoni per le rappresentazioni folcloristiche abruzzesi), gratificazione speciale per un poeta che traeva ispirazione dalla vita semplice dei ceti più umili della gente abruzzese a cui la sua attività didattica lo avvicinava, e a cui egli intimamente intendeva rivolgersi. Fagiani fu quindi incoraggiato a pubblicare la sua prima raccolta di versi dialettali, Luna nova (Lanciano, 1949), che mette insieme poesie scherzose e sentimentali, ritratti di conterranei illustri, testi per canzoni e odi d'ispirazione religiosa, nonché le notevoli Pagine di storia (memorie personali degli avvenimenti bellici e della rivolta antinazista lancianese dei Martiri ottobrini del 6 ottobre 1943). Una delle poesie più famose e care della raccolta è La Squijje, in riferimento alla campanella della Squilla, della torre civica della Basilica cattedrale di Lanciano, che la sera del 23 dicembre annuncia il Natale, ed è considerata un simbolo di affetto e identità lancianese. 
La raccolta fu seguita, nel 1953, dal secondo volume di versi Stamme a sentì ca mò te la reccònte, con illustrazioni di Gildo d'Annunzio e introduzione di Italo Testa, compendio di liriche di vario argomento sullo stile dell'illustre conterraneo Modesto Della Porta, sempre genuinamente ispirate "alla schiettezza arguta, all'allegria festosa, alla comunicativa cordialità" (I. Testa).
In omaggio appassionato al suo dialetto e alla sua gente, Fagiani non mancò di dipingere, in testi destinati al teatro, la lingua e le usanze dei ceti più modesti e semplici. In Teatro abruzzese (Lanciano, 1961) raccolse le commedie Sciò-llà, Lu crivelle, rappresentata nell'aprile del 1959 al Teatro Fenaroli di Lanciano), e La feste di Sant'Eggìdie, sulla tradizionale Festa lancianese del 1º settembre, rappresentata a Lanciano nel settembre del 1957.
Nel 1965 quattro suoi componimenti furono pubblicati nella raccolta Lu pijatòre de le feste" (Pescara, 1965). L'8 novembre dello stesso anni Fagiani morì a Roma all'età di 64 anni. L'inedito, e incompiuto, Fenestre Aperte, fu pubblicato nel 1966, a cura di Giuseppe Rosato.
Riposa nel cimitero comunale di Lanciano, in una cappella con una sua poesia incisa. Un epitaffio in suo onore fu letto dal poeta frentano Camillo Di Benedetto.

## Opere
- La mamme che ne' mmore. Bozzetto drammatico in tre atti e un prologo, Lanciano, F.lli Mancini Editori, 1930
- Luna Nove, Lanciano, Rocco Carabba Editore, 1949
- Stamme a sentì ca mò te la reccònte. Poesie abruzzesi, prefazione di Italo testa, Lanciano , Cooperativa Editoriale Tipografica, 1953
- Teatro abruzzese (Scio-llà, Lu Crivelle, La Feste di Sant'Eggìdie), Lanciano, Quadrivio, 1961
- Lu pijatore de le feste, Pescara, Centro Studi Abruzzesi, 1965
- Fenestre aperte, a cura di Giuseppe Rosato, introduzione di Francesco Paolo Giancristofaro, Pescara, Edizioni Emblema, 1966
- Trenta poesie tradotte in dialetto siciliano da Elvezio Petix, Lanciano, Officine grafiche Anxanum, 1975

Altre liriche di Cesare Fagiani sono comprese in Parlature paesane, Pescara 1954, a cura di Oberdan Merciaro; Canti della terra d'Abruzzo e Molise, Milano 1958, a cura di Ottaviano Giannangeli; Antologia dei poeti dialettali abruzzesi, a cura di Ernesto Giammarco, Pescara 1958; Vittoriano Esposito, Parnaso d'Abruzzo, Roma 1980.